# Leucania undicilia
Leucania undicilia är en fjärilsart som beskrevs av Walker 1856. Leucania undicilia ingår i släktet Leucania och familjen nattflyn. Inga underarter finns listade i Catalogue of Life.